# Kali (ort)
Kali är en ort i Kroatien.   Den ligger i länet Zadars län, i den södra delen av landet, 200 km söder om huvudstaden Zagreb. Kali ligger 29 meter över havet och antalet invånare är 1 739. Den ligger på ön Otočić Golac.
Terrängen runt Kali är huvudsakligen platt, men västerut är den kuperad.  Närmaste större samhälle är Zadar, 7,0 km norr om Kali. 